# 林偉華
林偉華，香港信利國際控股有限公司丶信利電子主席兼創辦人丶董事總經理，
廣東省汕尾市政治協商會議副主席。
 
他是汕尾人，捐助許多當地的教育文化事業。
公辦的汕尾一中為表彰他的捐助，改名林偉華中學。